# Anton Donath
Julius Anton Donath (Berlino, 26 febbraio 1857 – Roccatagliata, 24 aprile 1940) è stato un editore tedesco naturalizzato italiano, con il nome di Giulio Antonio Donath. Fu il fondatore della casa editrice A. Donath e il primo editore esclusivista di Emilio Salgari.

## Biografia

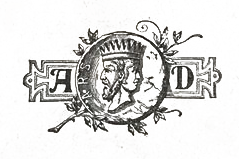
Il logo della casa editrice fondata da Donath

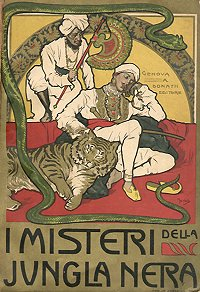
I misteri della jungla nera, il primo romanzo di Emilio Salgari acquistato e pubblicato da Donath

Donath nacque a Berlino dall'indoratore Friedrich August Donath e da Wilhelmine Juliane Johanne Agnes Gebhardt, in una casa al numero 12 di Wilhelmstrasse; fu battezzato il 26 aprile nella chiesa berlinese della Trinità, era quindi di confessione luterana protestante (e poi probabilmente cattolica), e non ebraica come a volte fu indicato. Iniziò l'attività poco più che ventenne, risultando dal 1880 intestatario come libraio della casa paterna di Wilhelmstrasse a Berlino.
Similmente ad altri editori esteri divenuti importanti in Italia - come Loescher, Hoepli e Olschki - si trasferì a costruire la propria fortuna nel neonato Regno d'Italia, cedendo la propria attività in Germania. Il 15 agosto 1886 fondò a Genova una biblioteca itinerante e un'affermata Libreria Internazionale, dove proseguì il lavoro di libraio iniziato in Germania, prendendo sede nel centro città, in via Luccoli al 33 rosso, e più avanti al 44. Qui vendeva classici, romanzi e libri d'avventura, dizionari, grammatiche, guide per i turisti, premurandosi di reperire pubblicazioni e ulteriori edizioni per mezzo di annunci e ricerche sul mercato. Proseguendo sempre l'attività libraria, divenne editore, pubblicando già nel dicembre 1866 una Storia della civiltà in due volumi di Friedrich von Hellwald (indicato come Federico di Hellwald), tradotta in italiano con uno studio critico dell'avvocato e professore di diritto all'Università di Genova Vittorio Wautrain Cavagnari, e l'anno successivo un'opera di Henry Harrisse su Cristoforo Colombo. Ambientatosi sia lavorativamente sia socialmente a Genova, nel 1890 fece richiesta di acquisizione della cittadinanza italiana, che ottenne giurando nel giugno dello stesso anno come cittadino italiano, assumendo il nome di Giulio Antonio Donath. A cavallo fra i due secoli divenne un importante animatore culturale nel capoluogo ligure: fu fornitore ufficiale delle biblioteche pubbliche, di quella universitaria, e influenzò con la sua attività il frizzante fermento letterario del periodo. Nel 1892 fu accolto nell'albo accademico della Società Ligure di Storia Patria. Il 22 novembre 1897 si sposò a Genova con Esther Carolina Giordano, e dal 1902 fu iscritto fra gli elettori nel sestiere Molo.
Fu editore di Anton Giulio Barrili, Arturo Issel, Edward Algernon Le Mesurier, Adolf Friedrich von Schack, Max Schoeller, ma soprattutto di Emilio Salgari. Dello scrittore veronese, Donath intuì le qualità già nei primi anni '90 dell'Ottocento. Fu nel 1895 che decise di pubblicare I misteri della jungla nera, acquistandone per 300 lire la proprietà esclusiva e perpetua da Salgari. Il romanzo fu ristampato varie volte dallo stesso Donath, che contribuì al successo delle pubblicazioni salgariane impostando il piano editoriale e il modello grafico/narrativo, selezionando gli illustratori, fra i quali Alberto della Valle, Giuseppe Garuti e Gennaro D'Amato. Il contributo di Donath su questi aspetti è delineato sin dal contratto con Salgari del 1902, in cui Salgari si impegna a scrivere tre romanzi ogni anno e l'editore «potrà, ove lo creda conveniente, pubblicarne soltanto due nei mesi che meglio reputi e nel formato e colle illustrazioni meglio viste da lui».
(Dal realismo magico al fumetto)
Negli anni successivi, la sinergia fra l'inquieto scrittore veronese e l'intraprendente editore, ormai a tutti gli effetti genovese, divenne particolarmente solida, sia personalmente sia lavorativamente, tanto che nel 1898 Salgari si trasferì a Sampierdarena, e nell'arco di poco più di due lustri i due pubblicarono insieme alcune decine di capisaldi della letteratura avventurosa mondiale. Fra i due vi fu la costante intercessione di Edoardo Spiotti (Spiotto), procuratore di Donath, che gestì lo scrittore anche dopo la separazione da Donath. Salgari era pagato con una sorta di stipendio annuale diviso in rate mensili, e aveva libertà nella scelta dei temi da trattare nei propri romanzi. Solo per il romanzo La Stella Polare ed il suo viaggio avventuroso del 1900 fu Donath a decidere espressamente il tema, cogliendo il clamore popolare intorno alla spedizione polare fra il 1899 e il 1900 della omonima nave, e richiedendo allo scrittore di preparare un romanzo in proposito, dandolo poi alle stampe in tempo per le feste natalizie. Nel 1904 Donath divenne anche editore della rivista Per Terra e per Mare, diretta e fondata dallo stesso Salgari. Nonostante il contratto di esclusiva, Salgari in quel periodo aveva a carico una numerosa famiglia e scrisse, saltuariamente e con pseudonimo, anche per altri editori; Donath tollerava questa attività, probabilmente sia per non dover esigere la penale di 15.000 lire che lo scrittore non poteva permettersi, sia perché Salgari era comunque per Donath una significativa fonte di prestigio e stabilità finanziaria. I romanzi salgariani, infatti, avevano una importante tiratura e furono un grande successo editoriale per Donath, che ideò la pubblicazione in tre edizioni per i lettori delle diverse classi sociali: in dispense settimanali da rilegare a un costo ridotto, in brossura a un costo medio, e in edizione rilegata per gli acquirenti più abbienti.
Fra i capolavori di Salgari pubblicati da Donath vi furono romanzi che influenzarono profondamente la letteratura avventurosa dell'epoca ed ebbero in vari casi anche riproposizioni cinematografiche. Nel giugno del 1906, in occasione della rescissione del contratto fra i due, Donath redasse la lista delle opere di Salgari delle quali era proprietario: 34 romanzi (uno inedito e andato perduto, Il leone del Transvaal e uno acquistato da Speirani e poi rivenduto senza pubblicarlo, Il tesoro del presidente del Paraguay), e tutti i contenuti della rivista Per Terra e per Mare. Nella lista, tuttavia, Donath non incluse i sei romanzi scritti per lui da Salgari usando pseudonimi. Dopo la fine del sodalizio, Donath pubblicò ancora i tre romanzi di Salgari inediti in volume dei quali deteneva i diritti (Le aquile della steppa, Alla conquista di un impero, Cartagine in fiamme) e poi alcune ristampe, fino al 1915.
(Dal realismo magico al fumetto)
Se per almeno un ampio decennio la produzione con Salgari era stata certamente la più significativa per Donath, a cavallo fra l'Ottocento e il novecento aveva pubblicato anche altre opere e autori, attività che riprese dopo la rottura dei rapporti col suo scrittore di punta. Nel 1901 aveva pubblicato il romanzo di esordio di Luigi Motta, e successivamente portò sotto la propria ala le opere di autori prestigiosi come Enrico Novelli, Arturo Caroti, Ida Baccini, Luisa Macina Gervasio, Mario Morais. All'inizio del nuovo secolo pubblicò anche una Storia d'Italia (1902), una storia de La Marina antica e moderna (1906), e un significativo Dizionario moderno genovese-italiano e italiano-genovese di Gaetano Frisoni (1910). A partire dal 1915 iniziò a diradare le proprie attività, dopo aver ceduto la collana per la gioventù a Vallardi, che con la riedizione delle opere di Salgari fece fortuna.
La presenza di Donath a Genova è attestata fino alla fine del 1917, poi si trasferì a Roccatagliata, paese di origine della madre della moglie e dove aveva dato incarico di farsi costruire una villa di campagna. Non ebbe figli e con la moglie, più giovane di lui di sedici anni, qui si impegnò nell'assistenza ai bambini delle comunità religiose. Su intercessione della moglie è anche probabile che si convertì dal protestantesimo al cattolicesimo.
Donath morì il 24 aprile 1940, poco più di due anni dopo la morte della moglie Esther, e furono sepolti insieme nel cimitero di Roccatagliata. Sulla loro lapide sono indicati come fondatori dell'Asilo di Roccatagliata, e Anton è indicato come cavaliere. A Roccatagliata si trova la casa dove vissero e l'antico edificio dell'asilo, poi intitolato appunto ai Donath, dato in eredità alla parrocchia per destinarlo all'assistenza degli orfani. Il principale studioso delle attività di Donath è lo storico salgariano Felice Pozzo.